# The Frajle
The Frajle ist eine serbische Band aus Novi Sad. Die drei Gruppenmitglieder sind Jelena und Nevena Buča und Nataša Mihajlović.

## Geschichte
Die Band wurde 2009 gegründet. Zunächst wurden Coverversionen verschiedener berühmter Hits aufgenommen. 2010 erschien ihre erste Single Ich liebe dich. Später erschienen die Singles Štiklica und Fina, die einen großen Erfolg brachten. In Zusammenarbeit mit dem serbischen nationalen Fernsehen RTS und Aquarius Records Hrvatska wurde ihr erstes Album Naš prvi album sa putovanja veröffentlicht. Der Großteil der im Album veröffentlichten Lieder wurde von den Bandmitgliedern selbst geschrieben. 2014 und 2015 erschienen zwei weitere Alben, A strana ljubavi und B strana ljubavi. The Frajle sind vor allem bekannt für ihre Lieder mit traditionellen Klängen ihrer Heimat Vojvodina. Neben Serbien gibt die Band auch Auftritte und Konzerte in Bosnien und Herzegowina, Kroatien, Montenegro und Mazedonien.

## Diskografie
Alben
- 2012: Naš prvi album sa putovanja
- 2014: A strana ljubavi
- 2015: B strana ljubavi

Singles
- 2010: Ich liebe dich
- 2011: Štiklice
- 2012: Fina
- 2013: Pare vole me
- 2015: Živote kreni (mit Tijana Dapčević)